# Rektifizierbare Menge
Die Rektifizierbare Menge ist ein zentraler Begriff aus der geometrischen Maßtheorie. Eine solche Menge hat stückweise glatte Eigenschaften und teilt somit fast überall Eigenschaften einer differenzierbarer Mannigfaltigkeit. Insbesondere sind diese Mengen von Bedeutung, weil sie einen approximativen Tangentialraum induzieren.

## Definition
Seien {\displaystyle m,n\in \mathbb {N} } mit {\displaystyle m\leq n}.  Eine Menge {\displaystyle S\subseteq \mathbb {R} ^{n}} heißt abzählbar {\displaystyle m}-rektifizierbar, falls Folgendes gilt:
Es existieren eine Menge {\displaystyle S_{0}\subset \mathbb {R} ^{n}} mit {\displaystyle {\mathcal {H}}^{m}(S_{0})=0} und eine Familie {\displaystyle (F_{j}\colon \mathbb {R} ^{m}\to \mathbb {R} ^{n})_{j\in \mathbb {N} }} von Lipschitz-Funktionen, sodass gilt
{\displaystyle S\subseteq S_{0}\cup \bigcup _{j=1}^{\infty }F_{j}(\mathbb {R} ^{m})};
dabei bezeichnet {\displaystyle {\mathcal {H}}^{m}} das {\displaystyle m}-dimensionale Hausdorff-Maß auf {\displaystyle \mathbb {R} ^{m}}.

### Äquivalente Definition
Da sich für eine Teilmenge {\displaystyle S_{j}\subset \mathbb {R} ^{m}} eine Lipschitz-Funktion {\displaystyle f\colon S_{j}\to \mathbb {R} ^{n}} zu einer Lipschitz-Funktion {\displaystyle F\colon \mathbb {R} ^{m}\to \mathbb {R} ^{n}} fortsetzen lässt, wobei für die Lipschitz-Konstanten {\displaystyle C_{F}=rC_{f}} mit einer Konstante {\displaystyle r} gilt, lässt sich der Begriff auch mit folgenden gleichwertigen Bedingungen formulieren:
Es existieren eine Menge {\displaystyle S_{0}\subset \mathbb {R} ^{n}} mit {\displaystyle {\mathcal {H}}^{m}(S_{0})=0}, eine Familie {\displaystyle (S_{j})_{j\in \mathbb {N} }} von Teilmengen des {\displaystyle \mathbb {R} ^{m}} und eine Familie {\displaystyle (F_{j}\colon S_{j}\to \mathbb {R} ^{n})_{j\in \mathbb {N} }} von Lipschitz-Funktionen, sodass gilt
{\displaystyle S=S_{0}\cup \bigcup _{j=1}^{\infty }F_{j}(S_{j})}.

## Approximativer Tangentialraum
Sei {\displaystyle S\subseteq \mathbb {R} ^{n}} von Hausdorff-Dimension {\displaystyle m} und {\displaystyle {\mathcal {H}}^{m}}-messbar mit {\displaystyle {\mathcal {H}}^{m}(S\cap K)<\infty } für jede kompakte Menge {\displaystyle K\subseteq \mathbb {R} ^{n}}. Dann nennt man einen {\displaystyle m}-dimensionalen linearen Unterraum {\displaystyle L} von {\displaystyle \mathbb {R} ^{n}} den {\displaystyle {\mathcal {H}}^{m}}-approximativen Tangentialraum von {\displaystyle S} in {\displaystyle x\in \mathbb {R} ^{n}} genau dann, wenn
{\displaystyle \lim \limits _{\lambda \to 0+}\int _{\lambda ^{-1}(S-x)}f(y)\,\mathrm {d} {\mathcal {H}}^{m}(y)=\int _{L}f(y)\,\mathrm {d} {\mathcal {H}}^{m}(y)}
für alle {\displaystyle f\in C_{c}(\mathbb {R} ^{n})}. Dieser existiert genau dann für {\displaystyle {\mathcal {H}}^{m}}-fast jedes {\displaystyle x\in S}, wenn {\displaystyle S} abzählbar {\displaystyle m}-rektifizierbar ist.

### Erläuterungen
Es gilt {\displaystyle y\in \lambda ^{-1}(S-x)} genau dann, wenn {\displaystyle \lambda y+x\in S}.